# 大武口区
大武口区（だいぶこう-く）は中華人民共和国寧夏回族自治区石嘴山市に位置する市轄区。

## 行政区画
- 街道:長勝街道、朝陽街道、人民路街道、長城街道、青山街道、石炭井街道、白芨溝街道、溝口街道、長興街道、錦林街道
- 鎮:星海鎮